# Brayan Ceballos
Brayan Andrés Ceballos Jiménez (Cali, 24 maggio 2001) è un calciatore colombiano, difensore dei N.E. Revolution.

## Carriera
Ceballos è cresciuto nell'Universitario Popayán dove ha debuttato l'11 aprile 2018, contro il Deportes Quindío in Copa Colombia. Dopo altre cinque presenze in Categoría Primera B si è trasferito al Deportes Quindio, club di proprietà dello stesso gruppo del Popayán.
Inizialmente utilizzato di rado, è diventato titolare nella stagione 2021, aiutando il club nella promozione in Categoría Primera A. Ha fatto il suo debutto nella massima serie il 17 luglio 2021, contro il Jaguares. Ha segnato il suo primo gol il 17 agosto 2021 nella sconfitta interna per 2–3 contro l'Atlético Bucaramanga.
Il 16 dicembre 2021 Ceballos si è trasferito a titolo definitivo al Fortaleza, con cui ha siglato un contratto valido fino al 2024. Ha debuttato con la nuova maglia il 15 febbraio 2022 in Copa do Nordeste contro il Botafogo-PB. L'11 luglio 2023 è stato prestato per un anno all'Atlético Junior

## Statistiche

### Presenze e reti nei club
Statistiche aggiornate al 18 agosto 2023.
| Stagione                | Squadra                 | Campionato              | Campionato | Campionato | Coppe nazionali | Coppe nazionali | Coppe nazionali | Coppe continentali | Coppe continentali | Coppe continentali | Altre coppe | Altre coppe | Altre coppe | Totale | Totale | Totale |
| Stagione                | Squadra                 | Comp                    | Pres       | Reti       | Comp            | Pres            | Reti            | Comp               | Pres               | Reti               | Comp        | Pres        | Reti        | Pres   | Reti   |        |
| ----------------------- | ----------------------- | ----------------------- | ---------- | ---------- | --------------- | --------------- | --------------- | ------------------ | ------------------ | ------------------ | ----------- | ----------- | ----------- | ------ | ------ | ------ |
| 2018                    | Universitario Popayán   | B                       | 5          | 0          | CC              | 1               | 0               |                    | -                  | -                  |             | -           | -           | 6      | 0      |        |
| 2019                    | Deportes Quindío        | B                       | 1          | 0          | CC              | 3               | 0               |                    | -                  | -                  |             | -           | -           | 4      | 0      |        |
| 2020                    | Deportes Quindío        | B                       | 7          | 0          | CC              | 4               | 0               |                    | -                  | -                  |             | -           | -           | 11     | 0      |        |
| 2021                    | Deportes Quindío        | B                       | 21         | 0          | CC              | 0               | 0               |                    | -                  | -                  |             | -           | -           | 21     | 0      |        |
| 2021                    | Deportes Quindío        | A                       | 11         | 1          | CC              | 0               | 0               |                    | -                  | -                  |             | -           | -           | 11     | 1      |        |
| Totale Deportes Quindio | Totale Deportes Quindio | Totale Deportes Quindio | 40         | 1          |                 | 7               | 0               |                    | -                  | -                  |             | -           | -           | 47     | 1      |        |
| 2022                    | Fortaleza               | PD/CE+A                 | 1+16       | 0          | CB              | 5               | 0               | CL                 | 5                  | 0                  | CdN         | 5           | 0           | 32     | 0      |        |
| 2023                    | Fortaleza               | PD/CE+A                 | 4+3        | 0          | CB              | 2               | 1               | CL+CS              | 0                  | 0                  | CdN         | 5           | 0           | 14     | 1      |        |
| Totale Fortaleza        | Totale Fortaleza        | Totale Fortaleza        | 24         | 0          |                 | 7               | 1               |                    | 5                  | 0                  |             | 10          | 0           | 46     | 1      |        |
| 2023                    | Atlético Junior         | A                       | 2          | 0          | CC              | 0               | 0               |                    | -                  | -                  |             | -           | -           | 2      | 0      |        |
| Totale carriera         | Totale carriera         | Totale carriera         | 71         | 1          |                 | 15              | 1               |                    | 5                  | 0                  |             | 10          | 0           | 101    | 2      |        |

## Palmarès

### Club

#### Competizioni regionali
- Copa do Nordeste: 1

Fortaleza: 2022

#### Competizioni statali
- Campionato Cearense: 2

Fortaleza: 2022, 2023